# غالا بلاسيديا
آيليا غالا بلاسيديا (باللاتينية: Aelia Galla Placidia) هي ابنة الإمبراطور الروماني ثيودوسيوس الأول ، تولَّت الوصاية على ابنها الإمبراطور فالنتينيان الثالث من عام 423 حتى بلوغه سنَّ الرشد عام 437م، ممَّا جعلها الحاكمة الفعلية لروما لمدة خمسة عشر عاماً. كانت غالا بلاسيديا ذات سلطة سياسية كبيرة في روما خلال معظم حياتها. كانت زوجة لأتولف ملك القوط الغربيِّين من عام 414 حتى موته عام 415م، وزوجة الإمبراطور قسطنطينيوس الثالث من عام 417 حتى وفاته عام 421م.